# Margaritolobium luteum
Genre
Espèce
Synonymes
- Gliricidia lutea I.M. Johnst.[2]
- Muellera lutea (J.R.Johnst.) M.J.Silva & A.M.G.Azevedo[3]

Margaritolobium luteum est une espèce de plantes à fleurs dicotylédones de la famille des Fabaceae, sous-famille des Faboideae, originaire d'Amérique du Sud. C'est l'unique espèce acceptée du genre Margaritolobium (genre monotypique).
Ce sont des arbres. L'espèce est endémique de la cordillère côtière du Venezuela.